# Star Wars: BB-8 Csippanások
A Star Wars: BB-8 Csippanások (eredeti cím: Star Wars Blips) 2017-ben bemutatott amerikai televíziós számítógépes animációs rövidfilmsorozat. Amerikában a Star Wars YouTube csatornája adja 2017. május 13-tól, Magyarországon a Disney Channel tűzte műsorra. Csillagok háborúja VIII: Az utolsó Jedik miatt hozták lére a sorozatot. BB-8 kalandjairól szól, de feltűnik benne R2-D2, Csubakka és C-3PO.

## Epizódok
| #  | Eredeti cím  | Magyar cím                             | Eredeti premier     | Magyar premier                 |
| -- | ------------ | -------------------------------------- | ------------------- | ------------------------------ |
| 1. | Lightsaber   | A fénykard lecsap!                     | 2017. május 3.      | 2017. szeptember 22. (YouTube) |
| 2. | One Up       | Láttad már R2-D2-t brékelni?           | 2017. június 13.    | 2017. szeptember 8. (YouTube)  |
| 3. | Out of Reach | Hány robot kell egy ajtó kinyitásához? | 2017. június 27.    | 2017. szeptember 18. (YouTube) |
| 4. | The Chase    | Egy Wookie mindig jól jön!             | 2017. augusztus 15. | 2017. szeptember 29. (YouTube) |
| 5. | Keep Away    | BB-8 elveszti a fejét                  | 2017. augusztus 22. | 2017. december 21. (YouTube)   |
| 6. | Hey You      | BB-8 találkozása a sötét oldallal      | 2017. szeptember 1. | 2017. december 21. (YouTube)   |
| 7. | Fan Droids   | Vajon a droidok kiért rajonganak?      | 2017. szeptember 1. | 2017. december 21. (YouTube)   |
| 8. | Stowaway     | Chewie-t megtámadják                   | 2017. szeptember 1. | 2017. december 21. (YouTube)   |